# مسرح المقهورين

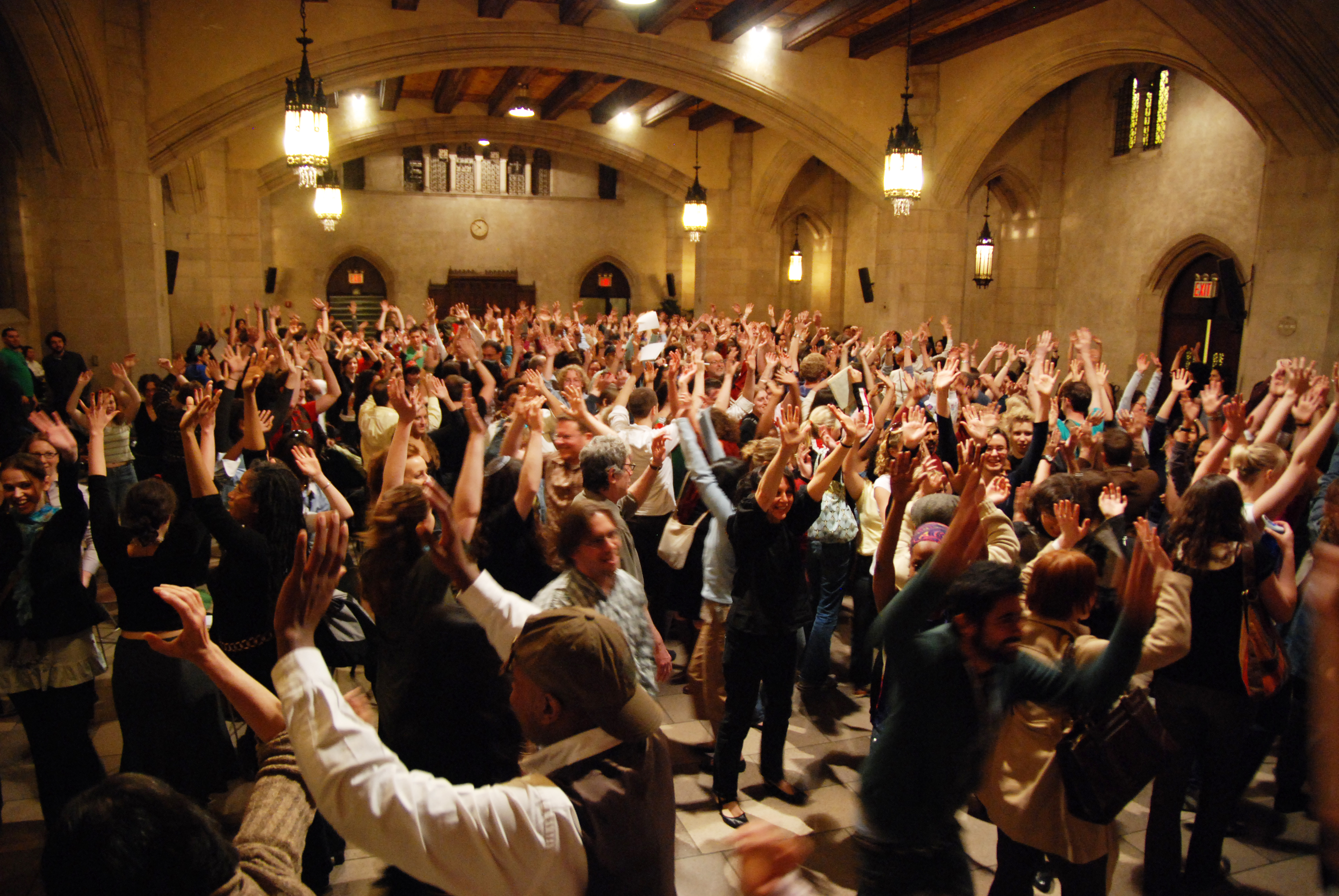
مشاركون في ورشة حول "مسرح المقهورين" في نيويورك، مايو 2008.

مسرح المقهورين (بالإنجليزية: Theatre of the Oppressed)‏، هو نوع من أنواع المدارس المسرحية الحديثة، نشأت على يد البرازيلي أوغيستو بوال.
تكتشف هذه المدرسة المسرحية الجوهر الاجتماعي الجمالي الإبداعي الذي يظهر بصورة جديدة وغير مألوفة، وعلاقة جديدة تماما بين الجمهور وبين العرض المسرحي. يحاول هذا المسرح في تكوينه الخاص بتأسيس علاقة شراكة جديدة، بين هاتين القاعدتين المسرحيتين بشكل من أشكال الاندماج بين الاثنتين لأجل دفع العمل المسرحي، نحو الحل الاجتماعي الذي يطرحه مسرح المقهورين، ألا وهو تغيير الواقع، وليس التماهي معه كما ينشد المسرح الكلاسيكي.
كان أوغستو بوال يرى في أشكال الفصل المسرحي التي يتأسس عليها الفضاء الجمالي والابداعي للمسرحية التقليدية أكثر من مجرد تقسيم مكاني شكلي، بل هو عزل للناس عن دائرة الفعل، وعن ممارسة التغيير، أي بتحويل المُشاهد لمتلقي دون إعطائه فرصة ممارسة التأثير المباشر على موضوع العرض المسرحي.
وهنا يعمل مسرح المقهورين ويحاول كما يقول بوال أن يكون مرآة تمكن المتفرج أو المتلقي من التدخل لتعديل صورة الحدث لا مجرد النظر إليها -التغيير-
وتخلص تجربة بوال إلي العمل على بناء صورة للواقع كما يحللها ويراها الجمهور، بترتيبها من جديد وتبديل ما يلزم وكما يحلوا لهم -المقهورين-، فالمقهورين يصورون نفسهم ومشكلاتهم داخل الحل المسرحي الذي يعطونة للعمل المسرحي.
من هنا سعى بوال إلى إخراج المتفرجين من البقاء على هامش حركة النص إلى حيز الفعل والتأثير الحقيقي من خلال صيغة حلقة نقاش الحل المسرحي، أو كما سميت (مسرح المنتدى)، التي عززت التشابك بين الممثلين والمتفرجين في إنتاج العرض، فالمسرح برأيه هو نحن؛ لأننا جميعا ممثلون، ولأن المسرح ليس بحاجة إلى جمهور ومنصة، بل إلى مؤدٍ ليكون قائما وموجودا.
وفي رسالة بوال في اليوم العالمي للمسرح العام 2009 كان يستعيد المعاني التي اجتهد على تبيانها في كتبه ومحاضراته ودوراته، كان يذكر الجمهور بفاعليتهم في هذا المسرح الكبير، محرضاً إياهم على صنع التغيير، وكل ذلك من أجل أن يرى الجمهور، لا بنحو النظر العابر للأشياء، بل النظر الذي يجاوز مظاهر الأشياء إلى جوهرها، فالمسرح في تعريفاته الأولية مرتبط بالفعل أي التغيير، وهو يحمل الجمهور على إعادة تأهيل وتحليل هذا المعنى وتطويره ليصبح قريناً للقدرة على الكشف والتعرف إلى الحقائق الكامنة داخل التفاصيل الموجودة في مدارات وعوالم حياتهم اليومية البسيطة.
كانت السياسة حاضرة في رسالة بوال الذي يرى في المسرح كما هو فن يرى به سلاحاً كما يورد في كتابه جماليات المقهورين، لأنها العنوان الأبرز لتجربة مسرح المقهورين، وهو الحث على البحث عن الحل ومحاولة تغيير القهر القائم بسياق النص وولاده جديدة لفكرة ناتجة من تحليل مجتمع كامل.
يصنف الدارسون تجربة بوال ضمن مسرح ما بعد الكولونيالية (الاستعمارية)، والذي يحمل على تأثيرات الإمبريالية على النشاط الثقافي والفكري في بلدان ما بعد الاستعمار.
مسرح المقهورين هي فكرة مسرح متصل بكل الناس المقهورين الذين أجبروا على أن يكونوا طائعين دون أن يعطوا الفرصة لأن نسمع أصواتهم.